# Louise Glück
Louise Glück (angol kiejtése: /ɡlɪk/) (New York, 1943. április 22. – Cambridge, Massachusetts, 2023. október 13.) irodalmi Nobel-díjas amerikai költő, író.

## Élete
1943. április 22-én született New Yorkban, Daniel Glück üzletember és Beatrice Grosby háztartásbeli idősebb lányaként.

Anyai ágon egykor Oroszországból az Amerikai Egyesült Államokba vándorolt zsidó családból származik. Apai nagyszülei érmihályfalvi magyar zsidók voltak: apai nagyapja Glück Henrik, a „Feldmann és Glück” fakereskedés vezetője, apai nagyanyja Moskovitz Terézia. 1900 decemberében, még Louise apjának születése előtt vándoroltak ki Amerikába, ahol hamarosan szatócsboltot nyitottak New Yorkban.

## Fontosabb művei
- Firstborn. The Ecco Press, New York, 1968
- The House on Marshland. The Ecco Press, New York, 1975
- Descending Figure. The Ecco Press, New York, 1980
- The Triumph of Achilles. The Ecco Press, New York, 1985
- Ararat. The Ecco Press, New York, 1990
- The Wild Iris. The Ecco Press, New York, 1992
- Proofs and Theories: Essays on Poetry. The Ecco Press, New York, 1994
- The First Four Books of Poems. The Ecco Press, New York, 1995
- Meadowlands. The Ecco Press, New York, 1996
- Vita Nova. The Ecco Press, New York, 1999
- The Seven Ages. The Ecco Press, New York, 2001
- Averno. Farrar, Straus and Giroux, New York, 2006
- A Village Life. Farrar, Straus and Giroux, New York, 2009
- Poems: 1962–2012. Farrar, Straus and Giroux, New York, 2013
- Faithful and Virtuous Night. Farrar, Straus and Giroux, New York, 2014
- American Originality: Essays on Poetry. Macmillan, New York, 2017
- Winter Recipes from the Collective. Farrar, Strauss and Giroux, 2021

### Magyarul megjelent művei
- 9 vers, in: Átkelés. Kortárs amerikai költők; vál., ford. Gyukics Gábor; Nyitott Könyvműhely, Bp., 2007[27]